# Alikendorf
Alikendorf ist ein Ortsteil der Stadt Oschersleben (Bode) im südlichen Landkreis Börde in Sachsen-Anhalt. Das einstige Kirchdorf liegt etwa acht Kilometer südöstlich des Stadtzentrums.

## Geographie
Der Ortsteil Alikendorf liegt etwa sechs Kilometer südöstlich der Kernstadt Oschersleben in der westlichen Magdeburger Börde. Die nördlich vorbeifließende Bode ist etwa zwei Kilometer entfernt.
Nachbarorte sind die Oscherslebener Ortsteile Günthersdorf im Nordwesten, Stadt Hadmersleben im Osten und Kleinalsleben im Südwesten, sowie die Stadt Kroppenstedt im Süden.

## Geschichte
Alikendorf wurde erstmals im Jahre 964 schriftlich erwähnt.

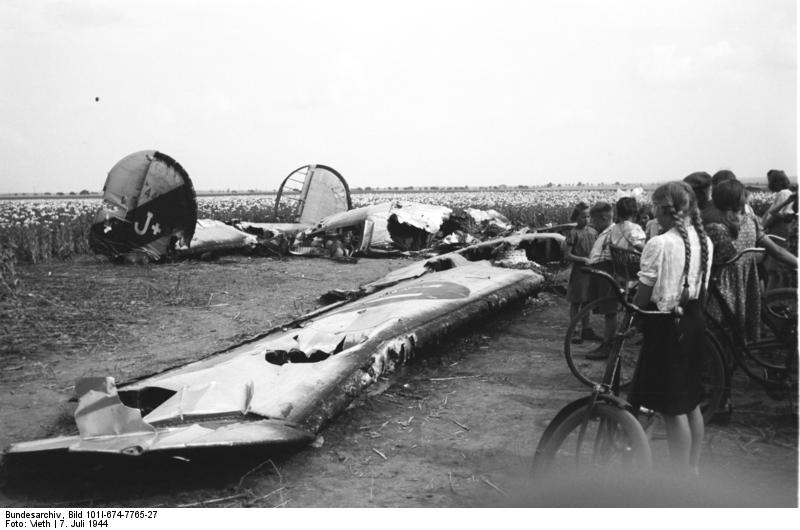
Am 07.07.1944 von der Bevölkerung aufgesuchte, bei Alikendorf abgeschossene B-24J der USAAF

Bis zum Zweiten Weltkrieg existierte in Alikendorf, etwa 300 Meter südwestlich des Ortsausgangs, ein jüdischer Friedhof. Es ist nicht geklärt, ob er von Nationalsozialisten oder nach Kriegsende eingeebnet wurde.
Der Ort war bis zur Auflösung des Landes Teil der anhaltischen Exklave Großalsleben und selbständige Gemeinde im Landkreis Ballenstedt. Mit der Neuordnung der administrativen Gliederung der DDR kam die Gemeinde 1952 zum Kreis Oschersleben und im Zuge der Kreisgebietsreform in Sachsen-Anhalt 1994 zum Bördekreis.
Am 1. Januar 2003 verlor Alikendorf den Status einer politisch selbständigen Gemeinde und wurde zusammen mit den Gemeinden Groß Germersleben, Klein Oschersleben und Kleinalsleben in die Stadt Oschersleben (Bode) eingemeindet.

## Politik
Alikendorf ist gemäß Hauptsatzung eine von zwölf Ortschaften der Stadt Oschersleben. Sie umfasst das Gebiet der ehemaligen Gemeinde Alikendorf. Die Ortschaft wird politisch von einem Ortschaftsrat und dem aus seiner Mitte gewählten Ortsbürgermeister vertreten.
Der Ortschaftsrat besteht aus fünf Mitgliedern, die bei der Kommunalwahl am 26. Mai 2019 für fünf Jahre gewählt wurden.
Rolf Lingner wurde 2019 Ortsbürgermeister von Alikendorf. Lingners Vorgängerin war Inge Pohle.

## Sehenswürdigkeiten
Das Ortsbild wird bestimmt von der evangelischen Dorfkirche, die um 1500 erneuert wurde. Ältere romanische Bauteile finden sich noch im Turm und im Westteil des Kirchenschiffes. Der barocke Kanzelaltar stammt von 1699. Die Kirche wurde 1914 umfassend restauriert.
Sehenswert ist ebenfalls der historische Taubenturm. Dieser steht mitten im alten Klosterhof am Ortsrand von Alikendorf. Der Hof, auch unter dem Namen Schäferhof bekannt, wurde 1773 für die Äbtissinnen des nahegelegenen Klosters Hadmersleben erbaut. Das Kloster wurde 1809 aufgelöst.

## Wirtschaft und Infrastruktur
Alikendorf liegt an der Landesstraße 80.